# Traité d'Amsterdam
Le traité d'Amsterdam est signé le 2 octobre 1997 et est entré en vigueur le 1er mai 1999. Il modifie le traité instituant la Communauté européenne (traité de Rome ou traité CE) et le traité sur l'Union européenne (traité de Maastricht ou traité UE). Son objectif était de créer un « espace de liberté, de sécurité et de justice », ébauchant le principe d'une coopération judiciaire, qui aura été réaffirmé lors du Conseil européen de Tampere (1999). Dans le traité de Maastricht, il était prévu une révision ultérieure dès 1996, d'où une conférence inter-gouvernementale pour modifier ledit traité.

## Préparation lors de la conférence intergouvernementale de 1996-1997
Dans la seconde moitié de 1995, un Groupe de réflexion de l'Union européenne est créé par les États membres.
Dans le domaine de la PESC, les avancées permises par Amsterdam résultent notamment des guerres en ex-Yougoslavie, qui sévissaient alors, et l'avis émis par le Groupe de réflexion. La conférence permis de concilier les tenants de l'intergouvernementalisme et du supranationalisme. Par ailleurs, certains États membres constitutionnellement neutres soutinrent la position britannique (dont les motifs étaient toutefois différents) en refusant que l'Union de l'Europe occidentale soit fusionnée à l'Union comme le demandait l'Allemagne, la Belgique, l'Espagne, la France, l'Italie et le Luxembourg,.

## Aspects formels
Le traité d'Amsterdam comporte 314 articles. Il substitue des chiffres aux lettres désignant les articles du traité UE. Par exemple, l'article 130 N (création d'entreprises) devient l'article 171.
Les principales innovations sont que :
- le processus de décision est décrit dans les articles 251 à 256.
- un protocole sur l'application des principes de subsidiarité et de proportionnalité est inclus dans le texte du traité d'Amsterdam, reprenant l'annexe du traité instituant la Communauté européenne, et détaillant l'article 3 B du traité de Maastricht.
- l'augmentation des pouvoirs du Parlement européen, s'est ré-orienté du fait de l'élargissement à venir aux PECO, et a insisté sur les transferts de compétences, l'intégration plutôt que la coopération, et considéré une Europe à plusieurs vitesses.
- le rôle d'initiative de la Commission est souvent répété.
- l'introduction de l'abstention constructive : un État membre peut s'abstenir en motivant son geste, l'acte en question sera quand même adopté mais pas dans l'État qui s'est abstenu[3].

## Évolutions thématiques

### Droits fondamentaux
Le Conseil européen peut constater à l'unanimité la violation des droits de l'Homme, des libertés fondamentales, de la démocratie et peut suspendre certaines prérogatives communautaires des États fautifs.

### Principe de développement durable
C'est dans ce traité qu'apparaît pour la première fois l'expression développement durable :
« Déterminés à promouvoir le progrès économique et social de leurs peuples, compte tenu du principe du développement durable et dans le cadre de l'achèvement du marché intérieur, et du renforcement de la cohésion et de la protection de l'environnement, et à mettre en œuvre des politiques assurant des progrès parallèles dans l'intégration économique et dans les autres domaines ».
Le traité de Maastricht incluait déjà dans le septième considérant « la cohésion et la protection de l'environnement ». Le traité d'Amsterdam ajoute l'expression compte tenu du principe du développement durable.
Développement d'une politique de l'emploi, sociale, abrogeant les dérogations du Royaume-Uni en la matière.

### Intérêt général
Le traité d'Amsterdam introduit un article 16 dans le traité instituant la Communauté européenne sur l'intérêt général.

### Politique de sécurité
Dans le domaine de la PESC, plusieurs avancées ont été obtenues par le traité d'Amsterdam.
Ainsi, sur le plan institutionnel, le Conseil européen décide des principes et grandes orientations de la politique étrangère et de sécurité commune (PESC). Toutefois, le traité donne au Parlement européen des compétences dans le domaine du contrôle des dépenses (sauf celles liées aux opérations militaires extérieures ou sur décision unanime du Conseil).
De plus, en dépit du rejet de la fusion de l'Union de l'Europe occidentale (UEO) dans l'UE par les États neutres, les missions de Petersberg sont intégrées au traité. L'UEO était toutefois subordonnée, pour certaines opérations, aux décisions politiques de l'Union (modification du langage du traité de « faire appel à » en « utiliser »).
Le traité est également à l'origine de l'Unité de planification et d'alerte rapide et du Haut représentant pour la politique étrangère et de sécurité commune.
Enfin, le traité conservait voire renforçait certaines dispositions :
- les principes énoncés dans le traité de Maastricht (spécificités de certaines politiques nationales, compatibilité de la PESC avec l'OTAN et coopérations sur des formats plus réduits (bilatéral ou multilatéral) entre les États membres).
- le compromis d'Édimbourg concernant l'option de retrait de la PESC du Danemark est intégré dans un protocole.

### Industrie, recherche
Article 157
Le traité d'Amsterdam prévoit la possibilité de mise en œuvre conjointe de programmes nationaux dans le domaine de la recherche scientifique et de l'innovation :
« Les États membres se consultent mutuellement en liaison avec la Commission et, pour autant que de besoin, coordonnent leurs actions. »
La Commission est ainsi nommée dans ce rôle de coordination des actions, alors qu'elle n'était pas explicitement nommée dans l'article 130 H du traité de Maastricht.
Le rôle d'initiative de la Commission européenne est confirmé par rapport au traité de Maastricht :
« La Commission peut prendre toute initiative utile pour promouvoir cette coordination. »

### Recherche et développement technologique
Titre XVIII, articles 163 à 173
Article 169,
« Dans la mise en œuvre du programme-cadre pluriannuel, la Communauté peut prévoir, en accord avec les États membres concernés, une participation à des programmes de recherche et de développement entrepris par plusieurs États membres, y compris la participation aux structures créées pour l'exécution de ces programmes. »
Il n'introduit pas de nouveauté par rapport au traité de Maastricht.
Article 171
« La Communauté peut créer des entreprises communes ou toute autre structure nécessaire à la bonne exécution des programmes de recherche, de développement technologique et de démonstration communautaires. »
Il n'introduit pas de nouveauté par rapport au traité de Maastricht.
Article 172
« Le Conseil, statuant à la majorité qualifiée sur proposition de la Commission et après consultation du Parlement européen et du Comité économique et social, arrête les dispositions visées à l'article 171. »
« Le Conseil, statuant conformément à la procédure visée à l'article 251 et après consultation du Comité économique et social, arrête les dispositions visées aux articles 167, 168 et 169. L'adoption des programmes complémentaires requiert l'accord des États membres concernés. »
La nouveauté, par rapport au traité de Maastricht, est que le Conseil statue à la majorité qualifiée, et non à l'unanimité.
Le rôle d'initiative de la Commission européenne est confirmé.

### Régions ultrapériphériques
C'est l'article 299-2 de ce traité qui reconnaît à l'Union sept régions ultrapériphériques.

### Signataires
Les signataires du traité sont :
| Klaus Kinkel Allemagne | Wolfgang Schüssel Autriche | Erik Derycke Belgique   | Niels Helveg Petersen Danemark | Abel Matutes Espagne | Tarja Halonen Finlande     | Hubert Védrine France   | Theódoros Pángalos Grèce |
| Ray Burke Irlande      | Lamberto Dini Italie       | Jacques Poos Luxembourg | Hans van Mierlo Pays-Bas       | Jaime Gama Portugal  | Doug Henderson Royaume-Uni | Lena Hjelm-Wallén Suède |                          |

## Chronologie de l'Union européenne
| Signature Entrée en vigueur Nom du traité | 1948 Traité de Bruxelles                                      | 1951 1952 Traité CECA                             | 1954 1955 Accords de Paris                            | 1957 1958 Traité de Rome (TCEE) Traité Euratom        | 1965 1967 Traité de fusion                            | 1975 1976 institution officieuse    | 1986 1987 Acte unique européen | 1992 1993 Traité de Maastricht (TUE et TCE) | 1992 1993 Traité de Maastricht (TUE et TCE) | 1997 1999 Traité d'Amsterdam (TUE et TCE) | 2001 2003 Traité de Nice (TUE et TCE) | 2007 2009 Traité de Lisbonne (TUE et TFUE) | 2007 2009 Traité de Lisbonne (TUE et TFUE) |  |  |  |  |  |  |  |  |
|                                           |                                                               |                                                   |                                                       |                                                       |                                                       |                                     |                                |                                             |                                             |                                           |                                       |                                            |                                            |  |  |  |  |  |  |  |  |
| Les trois piliers de l'Union européenne   |                                                               |                                                   |                                                       |                                                       |                                                       |                                     |                                |                                             |                                             |                                           |                                       |                                            |                                            |  |  |  |  |  |  |  |  |
| Communautés européennes                   |                                                               |                                                   |                                                       |                                                       |                                                       |                                     |                                |                                             |                                             |                                           |                                       |                                            |                                            |  |  |  |  |  |  |  |  |
|                                           | Communauté européenne de l'énergie atomique (Euratom)         |                                                   |                                                       |                                                       |                                                       |                                     |                                |                                             |                                             |                                           |                                       |                                            |                                            |  |  |  |  |  |  |  |  |
|                                           |                                                               |                                                   | Communauté européenne du charbon et de l'acier (CECA) | Communauté européenne du charbon et de l'acier (CECA) | Communauté européenne du charbon et de l'acier (CECA) | Dissoute en 2002                    | Dissoute en 2002               | Dissoute en 2002                            |                                             | Union européenne (UE)                     | Union européenne (UE)                 |                                            |                                            |  |  |  |  |  |  |  |  |
|                                           |                                                               |                                                   | Communauté économique européenne (CEE)                | Communauté économique européenne (CEE)                | Communauté économique européenne (CEE)                |                                     |                                | Communauté européenne (CE)                  | Communauté européenne (CE)                  | Union européenne (UE)                     | Union européenne (UE)                 |                                            |                                            |  |  |  |  |  |  |  |  |
|                                           |                                                               | TREVI                                             | TREVI                                                 | Justice et affaires intérieures (JAI)                 |                                                       |                                     |                                | Communauté européenne (CE)                  | Communauté européenne (CE)                  | Union européenne (UE)                     | Union européenne (UE)                 |                                            |                                            |  |  |  |  |  |  |  |  |
|                                           | Coopération policière et judiciaire en matière pénale (CPJMP) | TREVI                                             | TREVI                                                 | Justice et affaires intérieures (JAI)                 |                                                       |                                     |                                |                                             |                                             | Union européenne (UE)                     | Union européenne (UE)                 |                                            |                                            |  |  |  |  |  |  |  |  |
|                                           | Coopération politique européenne (CPE)                        | Politique étrangère et de sécurité commune (PESC) | Politique étrangère et de sécurité commune (PESC)     | Politique étrangère et de sécurité commune (PESC)     | Politique étrangère et de sécurité commune (PESC)     |                                     |                                |                                             |                                             | Union européenne (UE)                     | Union européenne (UE)                 |                                            |                                            |  |  |  |  |  |  |  |  |
| Union occidentale (UO)                    | Union occidentale (UO)                                        | Union de l'Europe occidentale (UEO)               | Union de l'Europe occidentale (UEO)                   | Union de l'Europe occidentale (UEO)                   | Union de l'Europe occidentale (UEO)                   | Union de l'Europe occidentale (UEO) |                                |                                             |                                             |                                           | Union européenne (UE)                 |                                            |                                            |  |  |  |  |  |  |  |  |
| Union occidentale (UO)                    | Union occidentale (UO)                                        | Union de l'Europe occidentale (UEO)               | Union de l'Europe occidentale (UEO)                   | Union de l'Europe occidentale (UEO)                   | Union de l'Europe occidentale (UEO)                   | Union de l'Europe occidentale (UEO) | Dissoute en 2011               |                                             |                                             |                                           |                                       |                                            |                                            |  |  |  |  |  |  |  |  |
|                                           |                                                               |                                                   |                                                       |                                                       |                                                       |                                     |                                |                                             |                                             |                                           |                                       |                                            |                                            |  |  |  |  |  |  |  |  |

## Compléments